# فدراسیون فوتبال تانزانیا
فدراسیون فوتبال تانزانیا (سواحلی: Shirikisho la Mpira wa Miguu Tanzania) نهاد اداره‌کننده مسابقات فوتبال و فوتسال در کشور تانزانیا است.
این فدراسیون که در سال ۱۹۳۰ تأسیس شده عضو کنفدراسیون فوتبال آفریقا و فیفا نیز می‌باشد و مقر آن در شهر دارالسلام است.